# Киселеве
Киселеве — селище в Україні, у Довжанській міській громаді Довжанського району Луганської області. Населення становить 372 особи.
Знаходиться на тимчасово окупованій території України.

## Історія
12 червня 2020 року, відповідно до Розпорядження Кабінету Міністрів України № 717-р «Про визначення адміністративних центрів та затвердження територій територіальних громад Луганської області», увійшло до складу Довжанської міської громади.
17 липня 2020 року, в результаті адміністративно-територіальної реформи та ліквідації  колишніх Довжанського (1938—2020) та Сорокинського районів, увійшло до складу новоутвореного Довжанського району.

## Населення

### Мова
Розподіл населення за рідною мовою за даними перепису 2001 року:
| Мова       | Кількість | Відсоток |
| ---------- | --------- | -------- |
| російська  | 330       | 88.71%   |
| українська | 41        | 11.02%   |
| білоруська | 1         | 0.27%    |
| Усього     | 372       | 100%     |

За даними перепису 2001 року населення селища становило 372 особи, з них 11,02% зазначили рідною українську мову, 88,71% — російську, а 0,27% — іншу.

## Персоналії
- Шелємін Дмитро Михайлович (1992–2014) — український військовий, який загинув під час війни на сході України[5].